# Horch
A Horch foi uma fábrica alemã que teve seu auge no início do século XX, produzindo automóveis de alto desempenho, muito luxuosos e caríssimos, que se fundiu à Audi, à DKW e à Wanderer para formar a Auto Union, que atualmente é conhecida como Audi.

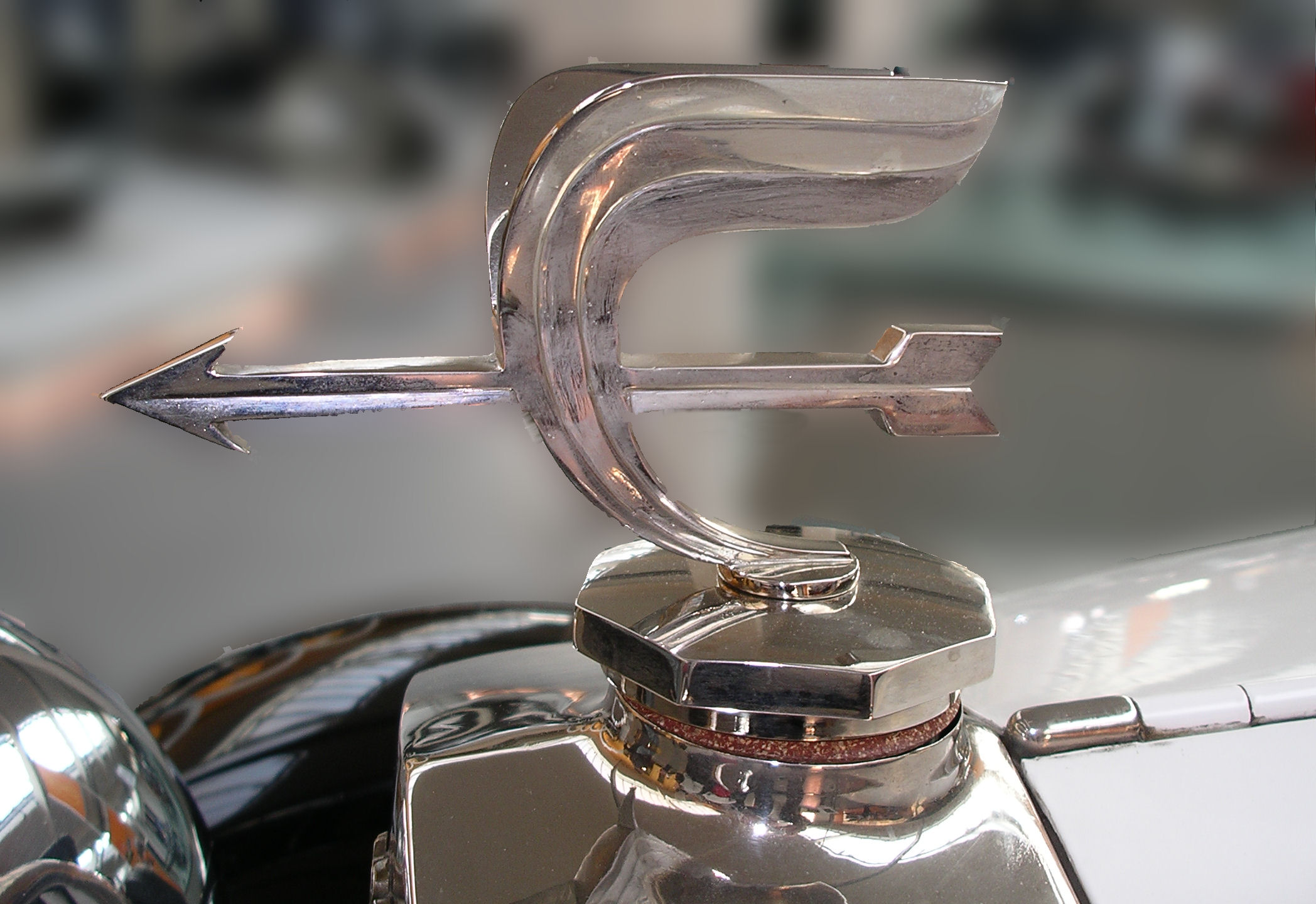
O ornamento do radiador da primeira geração dos Horch.

A empresa foi fundada por August Horch, que havia trabalhado como gerente de produção para Karl Benz, e um sócio em 14 de novembro de 1899, em Ehrenfeld, próximo de Colônia, na Alemanha.
Em 1902, a companhia foi transferida para Reichenbach im Vogtland, onde produzia carros com motores de quatro cilindros e 20 hp, considerados melhores que os veículos da Mercedes e da Benz, na época empresas independentes.
Em 1904 o capital da empresa foi aberto e ela passou a operar em Zwickau.
Em 1907 surgiram os primeiros automóveis com motores com seis cilindros.
Por volta de 1909 os diretores da empresa "demitiram" Horch, por conta de desentendimentos quanto ao investimento de recursos.
Em 25 de abril de 1910, então, August Horch fundou a Audi, tendo desistido da denominação Horch, que vinha sendo disputada com sua antiga empresa, e utilizando uma versão latina para a palavra horch, que no dialeto regional significa ouvir.
Em 1940 a marca Horch foi descontinuada por causa da Segunda Guerra Mundial.
Em 24 de junho de 2006 um raríssimo Horch 853A Sport Cabriolet em espetacular estado de conservação, não restaurado, com baixa quilometragem, foi vendido pela expressiva quantia de 299 000 dólares.